# محافظة راتشابوري
محافظة راتشابوري (بالتايلاندية: ราชบุรี) و(بالإنجليزية: Ratchaburi)‏ هيَ واحدة من محافظات تايلاند الخمس والسبعين، تجاور محافظات كانتشانابوري وناخون باتوم وساموت ساخون وساموت سونغخرام وبراتشينبوري ومن الغرب تشترك بالحدود معا بورما.

## التسمية
كلمة راتشا (لغة سنسكريتية: Ratch) تعني الملك أو ملكية وبوري تعني بلدة أو مدينة، تعني حرفيا المدينة الملكية.

## التاريخ
الجزء الشرقي من المحافظة يحتوي على سهول منبسطة ونهر كلونج ماي والبقعة الأشهر في هذه المنطقة هو السوق العائم.

## القسيمات الادارية
تنقسم المحافظة إلى 10 اقسام رئيسية و 104 بلدية و 935 قرية.
| 1. موانج راتشابوري 2. تشوم بيانغ 3. سيان بيانغ 4. دامونون ساديك 5. بان بونغ | 1. بانغ في 2. فوثارام 3. باك تو 4. بات فلاينغ 5. بان كاه |

## أعلام
- نون بونجومنونغ